# 葉山友香
葉山 友香（はやま ともか、1994年7月28日 - ）は、日本のAV女優。

## 略歴・人物
千葉県出身。2015年7月にデビューしたロリ系のAV女優。所属事務所はティーパワーズ。
同年12月31日、飽きたので1月で引退するとツイッターで発表。引退後もツイッターを暫く継続していたが、後に削除された。
2017年1月、AV業を再開
趣味はダイビング、特技はバスケットボール。

## 出演作品

### アダルトDVD
2015年
- 身長148cmのEカップ娘 AVデビュー! わたしのエッチな胸を、弄んでください…。（7月13日、オーロラプロジェクト）[3]
- 性欲処理専門セックス外来医院 処女喪失科 女性患者編（7月23日、SODクリエイト）
- 疲れた身体を癒してくれる 秘密の楽園銭湯。 小さな湯女がお出迎え。 【全パイパン】（8月1日、ミニマム）
- 一般人カップル×真正中出しゲーム祭り! 超豪華新作3タイトル収録（8月6日、SODクリエイト）
- 痴漢総決起集会 夏の陣 撮り下ろし10作品 完全［中出し］スペシャル（8月6日、ナチュラルハイ）
- DANDYちょいワケあり仕事集 女子高生Ver.（8月6日、DANDY）
- 林間学校輪姦 真夏の天使たち マシンバイブ中出しレイプ狩り（8月6日、サディスティックヴィレッジ）
- ゲスの極み映像 22人目（8月11日、フルセイル）
- 中出しOK娘 渋谷編（8月14日、S級素人）
- 断りきれない娘。ともか 149cm Fcup(未●年 無毛)（8月28日、宇宙企画）※「ともか」名義
- 田舎のお嬢様学校の女子高生をさらってレイプ、射精直前に「お前より可愛い娘を今すぐ電話で呼ばないと中出しするぞ」と脅して友達を連れてこさせてその娘もレイプ、そして結局全員にナマ中出し!スペシャル! 1クラス分の女子20名をレイプ!（9月1日、サディスティックヴィレッジ）※AV OPEN 2015 エントリー作品
- 羞恥! 青少年男女混合 全裸体力測定 2（9月10日、サディスティックヴィレッジ）
- 生中出し若妻ナンパ! 11（9月11日、S級素人）
- 混浴露天風呂で修学旅行中の発育の良過ぎる巨乳女子校生とバッタリ遭遇!!セックスに興味津々な大興奮の18歳たちは年上のおっさんの男を相手に集団でヤリ続ける!!（9月11日、SCOOP）
- パンチラ見てたらパンモロ誘惑（10月2日、OFFICE K'S）
- 何も言わずに突然発射!! 素人びっくり暴発手コキ 3（10月2日、虎堂）
- ふたりで一緒にオチ○チン舐めしゃぶり! 友達と一緒にWフェラ! VOL.3（10月2日、虎堂）
- 2015年度 ソフト・オン・デマンド社内健康診断 2012年〜2015年度新卒採用で入社したSOD女子社員総勢20名の無毛・剛毛・敏感マ○コが大集合! おっぴろげチェック・おもちゃ感度チェック・チ○ポ挿入チェックで個性溢れるオマ○コ一挙公開! オマ○コおっぴろげ健診スペシャル（10月8日、SODクリエイト）※「香山遥」名義
- 120％リアルガチ軟派伝説 vol.29 in町田（10月10日、プレステージ）※「まな」名義
- AV女優 ヘアヌードコレクション（10月16日、OFFICE K'S）
- 素人娘にチ●ポの熱まで伝わる至近距離でセンズリ鑑賞 2（10月16日、虎堂）
- 男女の友達、会社の同僚同士の友情は成立する? 友達同士でどこまでヤレるかナンパ徹底検証! 4時間（10月16日、虎堂）
- 美少女即ハメ白書 41（10月22日、ソクハメラボ）
- スケベ椅子W痴女（10月23日、REAL）
- 露出放尿 素人娘をナンパして「オシッコ飲ませてくれませんか?」とお願いしちゃいました!（11月6日、虎堂）
- マジックミラー号に海水浴に来ている友達同士の男女が初乗車! ハレンチ水着でツ●スターゲームをやって股間を擦り付け合ったら火が付いて“ひと夏の思い出SEX”までしてしまうのか!?（11月12日、SODクリエイト）※「れな」名義
- 素人ナンパ!! あなたのオナニー見せて下さい!! バイブ突っ込んで気持ち良くなってるところバレないようにチ●ポをウボリッ!!（11月13日、S級素人）
- 「彼氏に中出しされちゃった…」 「どうしよう、私、妊娠しちゃう!助けてお父さん!!」 出かけていた娘が夜遅くに帰宅したと思ったら、ただいまも言わずに風呂場へ。心配になり後を追うと、泣きながら服を着たままシャワーを浴びていた。尋常ではないその様子に声をかけると、彼氏に中出しをされてしまったらしく、「このままじゃ妊娠しちゃう。どうすればいいの? 助けてお父さん」と、娘が必死に頼んできた。娘を妊娠させたくない一心であそこをかき出すが、恥部を広げる娘に、不覚にも勃起してしまった。最悪な事に娘に勃起が見つかってしまい、嫌われたかと思いきや、かき出す指に発情していた娘はやめないでとお願いしてくる。興奮が止まらない娘は、「お父さんならいいよ」と中出しまで求めてきた。（11月26日、Hunter）
- 花びら大回転! おしゃぶりピンサロ店!（11月27日、REAL）
- 素人娘ずっぽりディルドオナニー体験! 3 完全撮りおろし5時間15名（11月27日、S級素人）
- 「パンツにジワジワとシミが出来るまで…」を完全ノーカット! 宿題を自分でやらないクラスの女子たちがボクの家にやってくるがベッドの上でパンチラ全開!しかもボクのエロ本を見て股間を濡らし発情しだして…（12月7日、お夜食カンパニー）
- 日焼けロリータ パイパンワレメ開発研究所 全員無毛（12月10日、アイエナジー）
- 慌てて机の下に隠れたら目の前にはパンツ! しかも濡れてきた! 僕は学校生活が楽しくない。なぜなら毎日のようにいじめられているから。だけどクラスで唯一、優等生女子だけは僕の事を助けてくれる。今日も放課後いじめっ子達から追われていた僕は、必死の思いで教室へ逃げ込み、慌てて隠れた先は優等生女子の机の下。そして僕の鼻先には彼女のパンツが! いじめっ子達は僕を探しにやってきたけど、優しい彼女は何もなかったフリをして僕の事を隠してくれた。だけど恥ずかしさからか、腰をくねらせパンツにはじんわりシミが。そして…（12月24日、Hunter）

2016年
- M男専科! 究極ご奉仕 潮吹き回春睾丸エステ（1月8日、マルクス兄弟）
- 街で噂の美人妻が若い男に発情して、童貞チ●ポにまたがり筆おろし!（1月22日、UMANAMI）
- 熟睡している姉のカラダに悪戯（2月12日、EROTICA）
- 街で噂の激カワ女子校生アルバイトちゃん達の処世術 〜お小遣い欲しさに中出しまでしてしまう秘密の裏バイト〜（2月26日、S級素人）
- パイパンJK交姦日記（3月11日、EROTICA）※「ともか」名義
- エスカレートする校内露出 Vol.2（3月13日、MOODYZ）
- 超厳選！激イキ！ 極上S級女優達23名 名作スーパーBEST3時間（8月19日、Merci Beaucoup）
- 街行く女の子に新作電動マッサージ器のモニタリングをお願いしたら、肩や腰をマッサージし超真面目にアンケートに協力してくれた。でも媚薬を飲んだ後だと…？（9月7日、お夜食カンパニー）
- 「もっとお口をあけてごらん」喉の奥まで嬉しそうに咥える女の子たちのフェラチオ（11月7日、ミニマム）
- このJK特売品（11月13日、EROTICA）
- 近親相姦レイプ集 身内の犯行 9人4時間（12月23日、ケイ・エム・プロデュース）※「友香」名義

### イメージDVD
- 洗練美女のグチョ濡れ劇場!（2015年8月28日、INTEC Inc）
- ヒメゴト 2 近所に住むお兄ちゃんとの誰にも言えない秘め事。（2015年12月28日、INTEC Inc）

## テレビ出演
- 第1回セクシー女優ダラケ!のスカパー!水泳大会（2015年8月22日、BSスカパー）